# Zoom (cortometraje)
Zoom es un cortometraje dirigido por el director español León Siminiani en 2007. Se trata de una película formada a partir de una única secuencia continua y sin cortes que consiste en un zoom in o zum de acercamiento. Aunque el corto tenga una duración de aproximadamente tres minutos, la duración real de la escena del zoom in es de tan solo minuto y medio. Este hecho permite que el director pueda añadir posteriormente breves fragmentos ya vistos anteriormente que se incluirán hasta llegar a los 3 minutos.
También cuenta con un narrador que oímos en voz en off, pero nunca llegamos a ver (voz de Luis Callejo) que durante los 3 minutos se dedica a describir lo que ve en primera persona y va explicando su relación con la protagonista. Esta voz es la del personaje que representa que está grabando el vídeo. Por lo tanto, se trata de una película que se podría incluir en el género del metacine, puesto que el protagonista es la persona que graba el propio corto.
Fue rodado en 2007 en un viaje del director a Marruecos, donde posteriormente también grabaría Límites: 1ª persona.

## Argumento
El argumento se basa en la relación de los dos protagonistas: el hombre que narra/graba y la mujer que es grabada. Como indica el narrador, la historia se sitúa en el desierto Erg Chebbi (Sahara, Marruecos) el 10 de septiembre de 2006, cuando el protagonista, que anda por las dunas junto con una caravana formada por guías turísticos, turistas y camellos, se aleja con la intención de grabarlos. Se trata de un cuento de descubrimiento del amor hecho a partir del momento en que la cámara capta la realidad con un simple zoom in hasta los protagonistas. Así, vemos como la cámara se va centrando en ella a medida que el narrador va confesando sus sentimientos, haciendo, así, que la imagen sea partícipe de la relación entre ellos dos.

## Metacine
El término metacine se refiere al ejercicio de hacer cine sobre cine. Zoom es un corto en primera persona que explica una historia de amor mientras se va experimentando con el formato audiovisual y las posibilidades que ofrece. El protagonista es el narrador, un narrador que también es el sujeto que está grabando el corto. Así pues, Siminiani se dedica a manipular el mismo formato cinematográfico con técnicas como el control y la detención del tiempo fílmico y el acercamiento a zonas concretas del plano cinematográfico para hacerlas visibles al ojo del espectador. De este modo, consigue incidir en la propia naturaleza del relato cinematográfico.

## Relación con otras obras del director
La idea que consolida el corto de Zoom surgió de la serie Conceptos clavo del mundo moderno, del mismo director. Es una obra que también experimenta con el papel del director como reorganitzador de la realidad fílmica y audiovisual a través de la herramienta del montaje. Siminiani reutilizará esa idea para posteriormente hacer el corto Límites: 1ª persona (2009), estrechamente relacionado con Zoom.

### Límites: 1ª persona
Límites: 1ª persona es una película pensada para ser la continuación de Zoom. De alguna manera, también tiene un carácter que concluye el relato de la primera parte. Siminiani pronunciaba estas palabras sobre la relación entre las dos obras:
"Básicamente son dos piezas opuestas y que de alguna manera redundan en ese concepto que Chris Marker enuncia en su película Lettre de Sibérie: con un mismo material se puede contar una cosa y su contraria. Entonces, Zoom está compuesto como un cuento de amor o como un cuento de descubrimiento del amor por parte de dos personas. Luego, cinco años después, vuelvo sobre ese material para contar exactamente lo contrario: ese material sobre esas personas en ese lugar no era un relato sobre el principio del amor, sino sobre el principio del final de un amor." 